# Млодик Аркадій Маркович
Млодик Аркадій Маркович (1902—1983) — радянський російський письменник, журналіст і кінодраматург.

## Біографія
Народ. 18 серпня 1902 р. у м. Вільно. Закінчив Ленінградський інститут сценічних мистецтв.
Співробітничав у журналі «Советское искусство», журналах «Театр», «Искусство кино», газеті «Кино», в Ленінградському відділенні журналу «Огонёк».
У співавторстві з письменником О. Ю. Власовим написав ряд книг для дітей та юнацтва ((рос.) «Армия Трясогузки», «Белый флюгер», «Бун-Тур», «Идёт человек», «Мандат», «О вас, ребята», «Полыновский улей», «Тайна девятки усачей»), а також кіносценарії.
Автор сценаріїв українських стрічок: «Жодного дня без пригод» (1971, у співавт. з О. Власовим, реж. І. Вєтров, кіностудія ім. О. Довженка), «Фантазії Веснухіна» (за мотивами своєї повісті (рос.)«Дарю веснушки», 1976, т/ф, 2 а, реж. В. Харченко, Одеська кіностудія).
Пішов з життя 20 серпня 1983 року в Ленінграді, похований на Преображенському єврейському кладовищі.

## Фільмографія
Сценарист
- «Душа кличе…» (1962, к/м)
- «Армія «Трясогузки»» (1963, у співавт. з О. Власовим)
- «Мандат» (1963, у співавт. з О. Власовим)
- «Армія „Трясогузки“ знову у бою» (1967, у співавт. з О. Власовим)
- «Бунтівна застава» (1967, у співавт. з О. Власовим)
- «Білий флюгер» (1969, у співавт. з О. Власовим)
- «Жодного дня без пригод» (1971, у співавт. з О. Власовим)
- «Нас четверо» (1971, у співавт. з О. Власовим)
- «Червоні бджоли» (1972, у співавт. з О. Власовим)
- «Фантазії Веснухіна» (1976, за мотивами своєї повісті (рос.)«Дарю веснушки», т/ф, 2 а)